# Arnold Edelmann
Arnold Edelmann  (* 11. August 1913 in Berg SG, heimatberechtigt in Muolen; † 29. Oktober 2002 in St. Gallen) war ein Schweizer Jurist und ehemaliger Direktor der Zentralverwaltung und Vorsitzender der Geschäftsleitung der Schweizer Raiffeisenkassen.

## Leben
Arnold Edelmann studierte Rechtswissenschaften an der Universität Fribourg, wo er 1941 bei A. Siegwart doktorierte. Der Berufseinstieg erfolgte bei der Steuerverwaltung des Kantons St. Gallen in der Funktion eines Rechtskonsulenten. Der Verband Schweizerischer Darlehenskassen (heute Raiffeisen Schweiz) am Hauptsitz in St. Gallen war ab 1943 sein Arbeitgeber. Bei seinem Eintritt war Josef Stadelmann Direktor des Verbandes. Zum Zeitpunkt der Pensionierung von Stadelmann wurde Edelmann 1953 zum Vizedirektor dieses Instituts befördert. Die Schlüsselfunktion dieser Genossenschaft als Direktor der Revisionsabteilung trat Edelmann 1961 an. Die Überwachung der zahlreichen ländlichen Einzelgenossenschaften war und ist eine wesentliche Funktion des Hauptsitzes. Die Wahl zum Direktor der Zentrale in St. Gallen erfolgte 1976. Edelmann trat 1980 seinen Ruhestand an. Sein Nachfolger wurde Felix Walker.

## Weitere Tätigkeiten
- Von 1970 bis 1981 Präsident der internationalen Raiffeisen-Union.
- Mitglied des Bankrates der Schweizerischen Nationalbank
- 1971 Mitbegründer der Banques Populaires (System Raiffeisen) in Ruanda.